# Diplodia tamaricina
Diplodia tamaricina är en svampart som beskrevs av Sacc. 1879. Diplodia tamaricina ingår i släktet Diplodia och familjen Botryosphaeriaceae.   Inga underarter finns listade i Catalogue of Life.